# Elwyn L. Simons
Elwyn LaVerne Simons (geboren 14. Juli 1930 in Lawrence, Kansas; gestorben 6. März 2016 in Peoria, Arizona) war ein US-amerikanischer Primatologe und Paläoanthropologe.

## Leben
Elwyn L. Simons wuchs in Houston auf. Er studierte an der Rice University und wurde an der Princeton University und nochmals am University College in Oxford in der Arbeitsgruppe von Wilfrid Le Gros Clark promoviert. Er betrieb Feldforschung in Ägypten, Libyen, Indien, Iran, Madagaskar und Wyoming und fand nach Ansicht von Ian Tattersall bei seinen Expeditionen mehr Fossilien als jeder andere Forscher seiner Generation. Mitte der 1960er-Jahre entdeckte er im Fayyum (Ägypten) rund 33 Millionen Jahre alte Fossilien eines Altweltaffen, die er der von ihm neu eingeführten Gattung Aegyptopithecus zuschrieb, einem vermutlich engen Verwandten der frühen Vorfahren des Menschen.
Simons lehrte an der Yale University und hatte Gastprofessuren an der University of Oxford, der University of Pennsylvania und der Princeton University. Ab 1977 war er an der Duke University tätig, wo er auch das Duke Lemur Center leitete und wo er 2011 emeritiert wurde. In Madagaskar half er das Naturschutzzentrum Ivoloina Park aufzubauen, die Republik Madagaskar ehrte ihn mit einem Ritterorden. 1981 wurde Simons in die National Academy of Sciences und 1996 in die American Philosophical Society gewählt.
Simons heiratete 1972 die deutsche Gaststudentin Friderun Ankel, Tochter des Zoologen Wulf Emmo Ankel. Sie zogen drei Kinder groß. Einer seiner Doktoranden war David Pilbeam, zuletzt Professor für Paläoanthropologie an der Harvard University.

## Schriften (Auswahl)

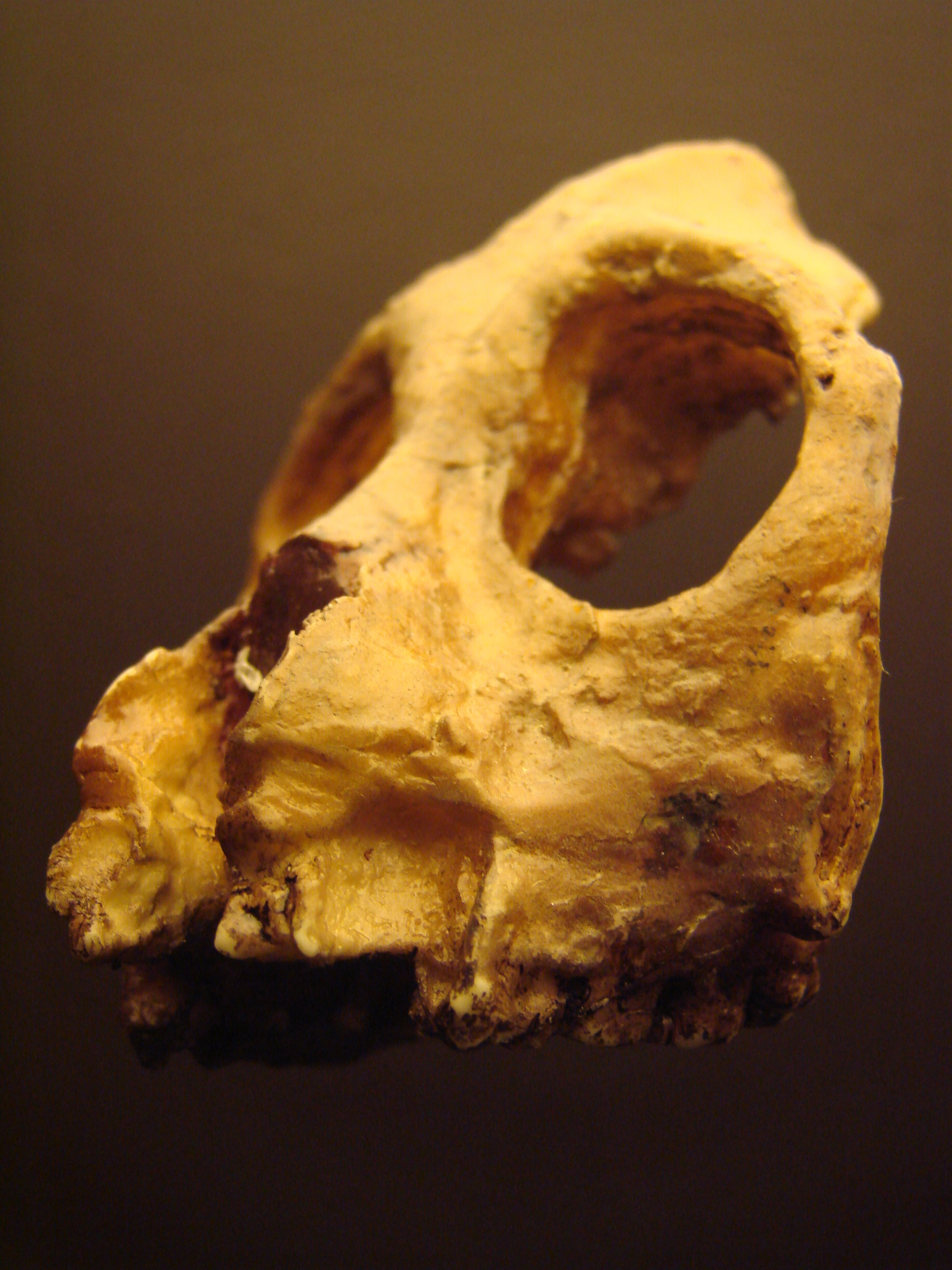
Aegyptopithecus

- mit John G. Fleagle: Micropithecus clarki, a small ape from the Miocene of Uganda. In: American Journal of Physical Anthropology. Band 49, Nr. 4, 1978, S. 427–440, doi:10.1002/ajpa.1330490402
- Primate evolution; an introduction to man’s place in nature. New York: Macmillan, 1972
- Early Cenozoic mammalian faunas, Fayum Province, Egypt. New Haven, 1968
- mit David R. Pilbeam: Some problems of hominid classification. In: American Scientist. Band 53, Nr. 2, 1965, S. 237–259, jstor.org
- A new Eocene primate genus, Cantius : and a revision of some allied European Lemuroids. London: British Museum, 1962
- Notes on Eocene Tarsioids and a revision of some necrolemurinae. London: British Museum, 1961
- mit George Olsen: An anthropoid mandible from the Oligocene Fayum beds of Egypt. New York, N.Y.: American Museum of Natural History, 1961
- The Paleocene Pantodonta. Philadelphia, American Philosophical Society, 1960